# 出浦盛清
出浦 盛清（いでうら もりきよ）は、戦国時代から江戸時代前期にかけての武将。真田氏の家臣。実名は昌相（まさすけ）。幸久（ゆきひさ）・頼幸（よりゆき）とも伝わるが誤伝である。信濃国更級郡の上平城主（出浦城主）や、上野国岩櫃城代などを務めた。江戸時代後期に松代藩の家老を務めた河原綱徳が記した『本藩名士小伝』の記載に甲州透破（三ツ者・甲州忍者）の棟梁とあり、忍者として知られるが、後述の忍城攻めにおける活躍を「忍」と誤伝された可能性が指摘されている。

## 生涯
天文15年（1546年）、信濃埴科郡出浦にて、清和源氏・信濃村上氏の一族である出浦清種の次男として誕生したとされる。
天文22年（1553年）に村上義清が武田信玄に敗れ越後国に逃れると、その後甲斐武田氏に臣従し、甲州透破（三ツ者）を統率した。武田氏滅亡後は織田信長家臣の森長可に属し、本能寺の変の後、長可が海津城から撤退を図った際には、長可配下の信濃国人はほぼ全員が長可を裏切ったが、昌相は撤退に協力した。長可は深く感謝し、別れる際に脇差を与えたという。
その後、天正11年（1583年）から真田昌幸・信之に仕え、小県郡武石村に30貫文を領し、吾妻奉行を拝命した。更級郡上平城主を務め、岩櫃城では最後の城代を務めている。横谷左近と共に吾妻忍び衆を統率して活躍。天正18年（1590年）6月、豊臣秀吉の関東平定では真田軍として北条方が守る忍城攻め（忍城の戦い）でも活躍した。
松代藩では忍者の頭領となり、武者奉行にもなった。この頃は出浦対馬守を称している。関ヶ原合戦後は、上州吾妻郡原町に住み、 元和9年（1623年）に78歳で死去。
子・幸久は松代藩で1000石を領する家老となっている。